# جامع وتكية الشيخ فتاح
جامع وتكية الشيخ فتاح، وهو من مساجد العراق التاريخية ومن التكايا الأثرية في ديالى، وشيد وبني عام 1214 هـ/1800م، في عهد الدولة العثمانية، من قبل الشيخ فتاح السنوي، ويقع الجامع في خانقين، وتبلغ مساحته 215م2 تقريباً، وهدم المسجد وأعيد بناؤه عام 1379هـ/1960م، على يد السيد الحاج محمد عزيز وهو أحد سكان خانقين، كما أعيد بناء مبنى التكية عام 1415هـ/1985م، ويحتوي حرم الجامع على مصلى يسع لأكثر من مائة مصل، ويحتوي الحرم على منبر مبني داخل الجدار. وتقام في الجامع حالياً صلاة الجمعة والصلوات الخمس المكتوبة.